# کلید آتش‌نشانی

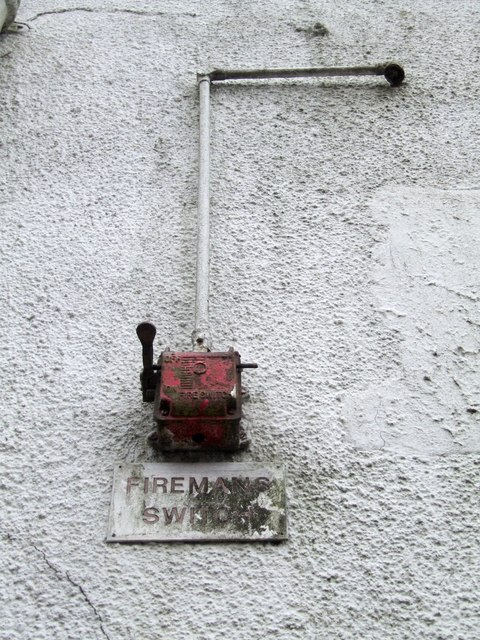
ققنوس، اسپیلزبی در نمای سینما، کلید آتش‌نشانی است، احتمالاً برای خاموش کردن تمام برق‌ها.

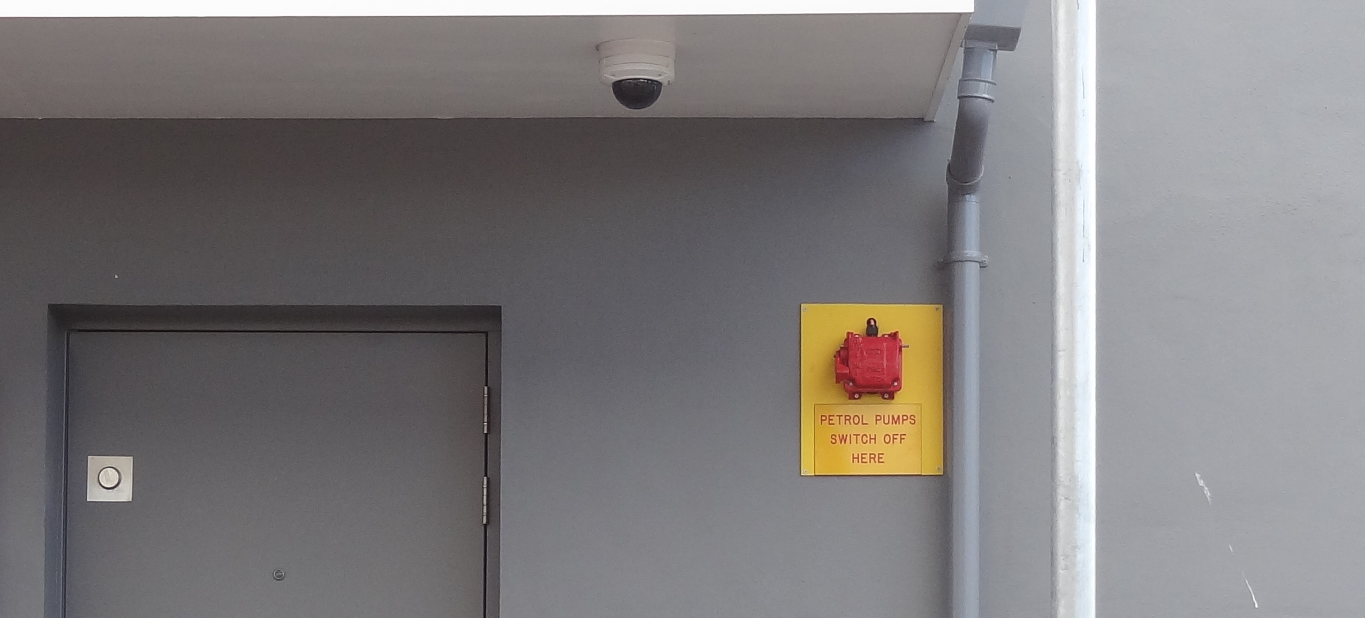
کلید برای خاموش کردن پمپ بنزین در پمپ‌بنزین در صورت آتش‌سوزی استفاده می‌شود

کلید آتش‌نشانی یک کلید تخصصی است که به آتش‌نشانان اجازه می‌دهد تا به سرعت برق را از دستگاه‌های ولتاژ بالا که ممکن است در مواقع اضطراری خطر ایجادکنند، قطع کنند. طبق گفته مؤسسه مهندسان برق، هر دستگاه الکتریکی که در بیش از ۱۰۰۰ ولت AC یا ۱۵۰۰ ولت DC کار می‌کند، باید به این کلید مجهز باشد.
برای اینکه یک دستگاه معتبر باشد، این کلید باید استانداردهای زیر را داشته باشد:
- باید همه رساناهای برق را جدا کند. فقط یک کلید باید کل نمای بیرونی را کنترل کند و کلید دوم فضای داخلی را کنترل می‌کند.
- کلید باید قرمز باشد و دارای یک پلاک‌نام با عنوان «کلید آتش‌نشانی» باشد.
- موقعیت‌های ON و OFF برای کلید باید به وضوح مشخص شده و برای کسی که روی زمین ایستاده قابل مشاهده باشد. علاوه بر این، موقعیت OFF باید در بالا باشد، این برای جلوگیری از حرکت تصادفی به موقعیت ON است.[۴]
- کلید باید در مکانی به وضوح مشاهده‌پذیر باشد، نه بیشتر از ۲٫۷۵ متر (۹ فوت ۰ اینچ) از زمین. برای دستگاه‌های بیرونی، کلید باید در مجاورت کنترل‌های دستگاه‌ها باشد. کلیدهای داخلی باید در مجاورت ورودی اصلی ساختمان قرار گیرند.